# 大花长叶微孔草
大花长叶微孔草（学名：Microula trichocarpa var. macrantha）是紫草科微孔草属长叶微孔草的变种，是中国的特有植物。分布在中国大陆的四川等地，生长于海拔3,200米至3,600米的地区，多生长在山地云杉林下及林边，目前尚未由人工引种栽培。